# Chromowola
Chromowola – wieś w Polsce położona w województwie kujawsko-pomorskim, w powiecie aleksandrowskim, w gminie Koneck.

## Demografia
Według Narodowego Spisu Powszechnego (III 2011 r.) liczyła 248 mieszkańców. Jest trzecią co do wielkości miejscowością gminy Koneck.

## Historia
Chromowola alias Chromowa Wola, wieś i folwark w powiecie nieszawskim, gminie Straszewo, parafii Koneck. Do Warszawy wiorst 168 (około 179 km), do Nieszawy wiorst 10 (około 10,6 km), do Aleksandrowa wiorst 5 (około 5,3 km). Folwark nabyty w r. 1853 za 19 150 rubli srebrnych. Ogólna powierzchnia wynosi mórg 625 (około 350 ha) w tym: grunta orne i ogrody mórg 485, łąk mórg 74, pastwisk mórg 33, lasu mórg 8, nieużytki i place mórg 29. W uprawie stosowano płodozmian 13-polowy. Budowli murowanych 6, drewnianych 4, we wsi eksploatowano pokłady torfu. Wieś Chromowa Wola w roku 1885 osad 20, gruntu mórg 58 (około 32,5 ha).
W latach 1975–1998 miejscowość administracyjnie należała do województwa włocławskiego. Wieś sołecka – zobacz jednostki pomocnicze gminy Koneck w BIP.
W miejscowości był przystanek kolei wąskotorowej Chromowola.
W tej miejscowości funkcjonuje od wielu lat zakład przetwórstwa owocowo-warzywnego ROLFROZ Sp. z o.o. W zakładzie tym przetwarzane są pomidory na koncentrat pomidorowy i marchew na soki.